# Indiaca
Indiaca è uno sport, di origine sud-americana, che deriva dall'antico gioco brasiliano chiamato peteca. L'indiaca è prevalentemente uno sport di squadra, ma si gioca pure nella variante individuale: come nella pallavolo e badminton, il campo di gioco è  diviso da una rete. Si usa una specie di palla, chiamata anch'essa indiaca, la quale è colpita con le mani. Questo sport è molto popolare in Germania dove è organizzato in tre federazioni: CVJM, Eichenkreuz e Deutschen Turnerbund (DTB).
Il 26 maggio 2000 è stata costituita a Berlino l'International Indiaca Association (IIA), con lo scopo di uniformare le regole usate nei vari paesi e organizzare i tornei internazionali. Importanti federazioni nazionali sono presenti in Germania e in Giappone; sono affiliate allo IIA anche Svizzera, Estonia, Slovacchia, Brasile e Lussemburgo. Nell'agosto 2001 fu organizzato il primo campionato del mondo in Estonia; nel 2006 anche il secondo fu in Estonia.
L'indiaca fu ideato dai nativi del Sud America con il nome di "peteca" e dove viene praticato da più secoli. Nel 1936 fu scoperto dall'insegnante di ginnastica tedesco Karlhans Krohn mentre era a Copacabana e lo introdusse anche in Germania con varie modifiche.

## Regole
Viene giocato su un campo di 16 x 6,10 m, che è diviso in due metà, una per ognuna delle due squadre rivali. L'altezza della rete varia, fra i 2,00 m e i 2,35 m, a seconda dell'età e del sesso dei giocatori. Le squadre sono composte da cinque giocatori o giocatrici attivi sul campo e altri cinque di riserva per i cambi.
L'indiaca viene immessa in gioco tramite un servizio. Il giocatore, che si trova nella posizione dietro a destra, effettua il servizio: deve far passare l'indiaca con un colpo, oltre la rete senza toccarla. Ogni squadra può toccare l'indiaca al massimo tre volte, poi la deve scagliare di nuovo oltre la rete, senza fargli toccare il suolo. Si può colpire o toccare l'indiaca solo con le mani, o con gli avambracci. Se una delle due squadre fa un errore, la squadra avversaria riceve un punto e il prossimo servizio. Quando il servizio cambia da una squadra all'altra, i giocatori di quest'ultima ruotano di una posizione in senso orario.
La squadra che vince il set, è quella che si aggiudica per prima 25 punti, con almeno due punti di differenza con l'altra squadra. Si gioca con due o tre set.

## Tecniche
Le tecniche per colpire la palla sono molto simili a quelle usate a pallavolo. Anche nell'indiaca ci sono: il servizio, il bagher o manchette, il passaggio, la schiacciata e il muro.
Il servizio, possibile solo dal basso, dovrebbe essere ben allenato nei gruppi o nelle coppie. È il colpo più facile ed è importante per iniziare bene il gioco. Inoltre saper far bene un servizio è importante per imparare gli altri colpi.
Il bagher è molto simile al servizio, per importanza. Come nella pallavolo, il bagher, è un colpo difensivo, eseguito dal basso verso l'alto, che si presta alla ricezione di palle basse e corte: ha successo se eseguito con una mano sola, tranne per la ricezione delle schiacciate, in cui si usano ambedue le mani. Può essere allenato in piccoli gruppi o a coppie.
Per imparare il passaggio da sopra, si può partire dal bagher, imparando prima il passaggio dritto, per poi cominciare a direzionare il tiro.
Il colpo più importante, usato per piazzare l'indiaca in campo avversario, è il tiro d'attacco o la schiacciata. Naturalmente questi dovrebbero essere effettuati in maniera tale da rendere la ricezione da parte degli avversari il più difficile possibile.
L'insegnamento della schiacciata parte dal direzionamento dell'indiaca in aria e dal lancio della stessa, per proseguire imparando la schiacciata da fermo, quindi al salto ed al volo.
Il metodo più efficace di contrastare la schiacciata è il muro. Il difendente dovrà saltare e tentare di respingere con ambedue le mani l'indiaca nel campo avversario. A differenza della pallavolo, le mani non possono oltrepassare la rete.